# (243440) Colonia
(243440) Colonia ist ein Asteroid des mittleren Hauptgürtels, der am 17. März 2009 von den deutschen Amateurastronomen Erwin Schwab und Stefan Karge am 60-cm-Cassegrain-Teleskop der Hans-Ludwig-Neumann-Sternwarte auf dem Kleinen Feldberg (IAU-Code B01) entdeckt wurde.
Zum Zeitpunkt seiner Entdeckung, in der Nacht vom 17. auf den 18. März 2009, befand er sich in circa 250 Millionen Kilometer Entfernung, am erdnächsten Punkt seiner Umlaufbahn, und hatte eine scheinbare Helligkeit von lediglich 20 mag.
(243440) Colonia ist nach Colonia Claudia Ara Agrippinensium benannt, der römischen Bezeichnung für die Stadt Köln ab 50 n. Chr. Die Benennung des Asteroiden erfolgte am 17. Mai 2011.